# Ezra Suleiman
Pour les articles homonymes, voir Suleiman.
Ezra Suleiman (né le 20 novembre 1941 en Irak) est professeur émérite de science politique à l'Université de Princeton (États-Unis).

## Biographie
Il est naît en 1941 en Irak. Après un Bachelor of Arts de l'Université Harvard, il poursuit ses études à Londres et Paris, puis obtient  un Master of Arts et un Doctorat (Ph.D.) de l'Université Columbia. Le sujet de son doctorat est Les politiques administratives et la haute fonction publique en France (Administration Politics and the Higher Civil Service in France).
- Membre du Comité d'audit Axa.
- Membre du conseil d'administration de Suez Environnement.
- Directeur : Centres d'études européennes, Université de Princeton (États-Unis).
- Président du Conseil Scientifique du Fonds Axa pour la Recherche.
- Professeur Associé : Institut d'études politiques de Paris.
- Membre du Comité directeur : Institut Montaigne.
- Centre américain, Institut d'études politiques (Paris).
- Membre du Comité de rédaction : Comparative Politics, la Revue des deux Mondes, Politique internationale.
- Membre : Council on Foreign Relations (New York). HEC International Advisory.
- Membre du Conseil d'Orientation du Forum d'Avignon - Culture, économie, média

Il a fait publier des points de vue dans Le Monde ou dans L'Express.

## Carrière
- 1973 - 1979 : Professeur à l'Université de Californie, Los Angeles
- 1985 - 1998 : Président de la commission « Europe », Fulbright Commission
- 1990 - 1999 : Président du jury du programme : L'Union Européenne, Institut d'études politiques (Paris)
- 1981 - 2000 : Directeur, programme « Young Leaders » (Fondation franco-américaine)
- Depuis septembre 1979 : Professeur de sciences politiques à l'Université de Princeton[4].

## Bibliographie

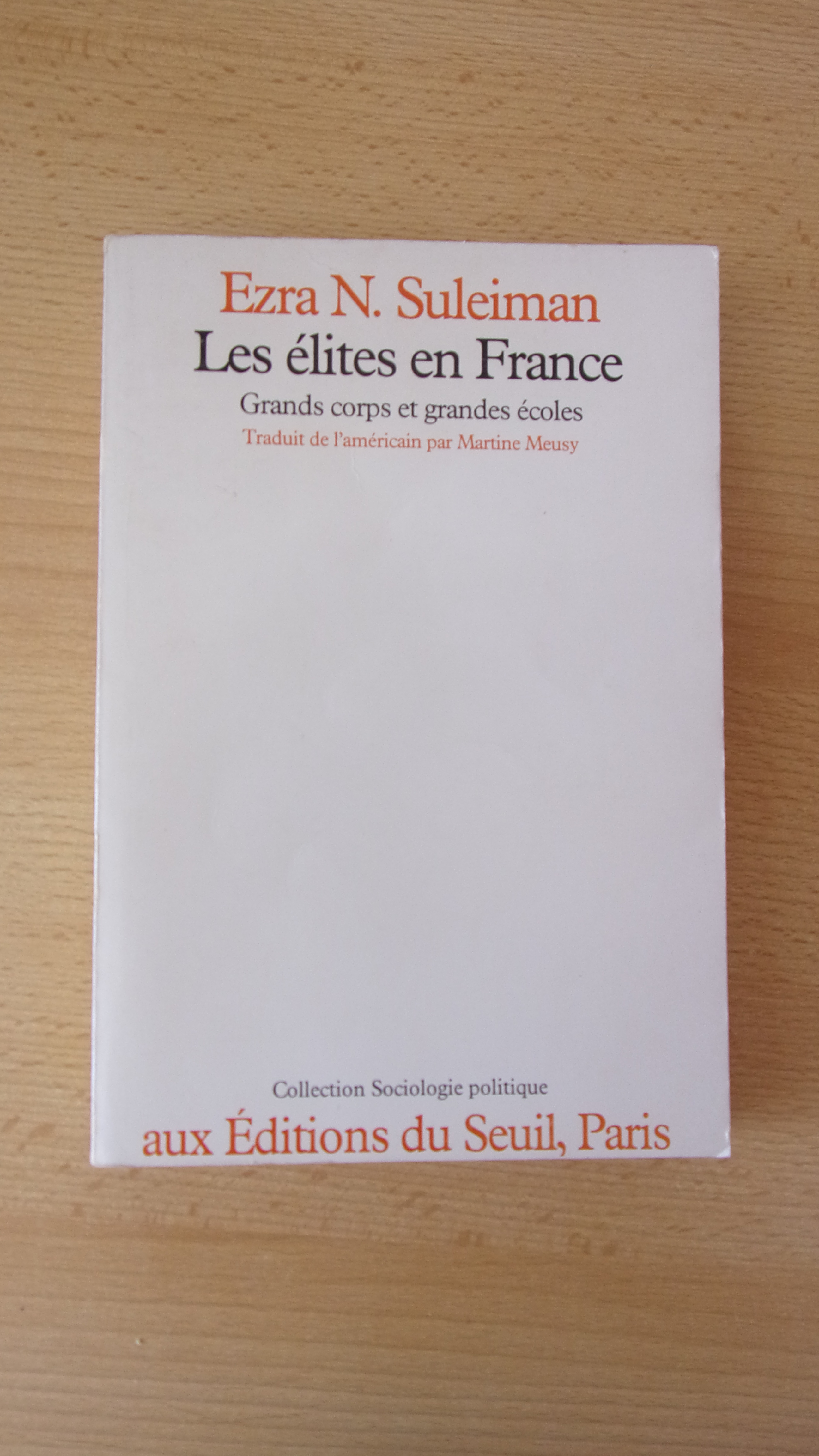
Les Élites en France (1979).